# Aderonke Adeola
Aderonke Adeola est une réalisatrice, entrepreneuse, scénariste et productrice nigériane. Elle a remporté le prix de l'UNESCO au Festival du film africain 2019 pour son documentaire Awani.

## Biographie
Adeola est diplômée en histoire de l'art après des études à l’université de Manchester, de 2004 à 2007.
Elle travaille ensuite au marketing et à la communication chez Stanbic IBTC, une compagnie financière nigériane, et est également productrice associée chez REDTV avant de se lancer dans la réalisation de films documentaires. Elle est aussi productrice adjointe lors de l’adaptation au cinéma du roman de l’écrivaine Chimamanda Ngozi Adichie Half of a Yellow Sun.
À partir de 2017, elle réalise un film documentaire, Awani, qui retrace l'évolution du rôle des femmes nigérianes depuis l'époque pré-coloniale et qui lui vaut le prix de l'UNESCO au Festival du film africain 2019,,,. Elle enseigne également à la Ladima Film Academy, une école de cinéma dédiée aux femmes africaines et créée en 2017.

## Crédit d'auteurs
- (en) Cet article est partiellement ou en totalité issu de l’article de Wikipédia en anglais intitulé « Aderonke Adeola » (voir la liste des auteurs).